# Diocese de Reiquiavique
A Diocese de Reiquiavique (Reykjavík) é uma diocese de rito latino da Igreja Católica, que abrange todo o território da Islândia, que, em 1º de janeiro de 2011, tinha 10.207 católicos. É administrada diretamente pela Santa Sé, assim como todas as circunscrições eclesiásticas católicas dos países nórdicos.
A Prefeitura Apostólica da Islândia foi criada em 1923 e foi elevada à Administração Apostólica em 1929, que por sua vez foi elevada à condição de diocese em 1968. O atual bispo é o monsenhor Pierre Bürcher, o quarto bispo da diocese, que participa da Conferência dos Bispos Escandinavos. O vigário-geral é o Pe. Patrick Breen, reitor da Basílica do Cristo Rei.
A Diocese de Reiquiavique é uma criação moderna. A igreja medieval foi representado pelas sés de Skálholt (criada em 1056) e Hólar (1106), mas estas tornaram-se luteranas durante a Reforma (essas duas sés foram fundidas em 1801 em uma única diocese sob a administração da Igreja da Islândia). A Islândia permaneceu sem prelados católicos até o estabelecimento da Prefeitura Apostólica, fundada em Reiquiavique em 1923.